# أنقليس ثعباني ثومبسوني
أنقليس ثعباني ثومبسوني (الاسم العلمي: Muraenichthys thompsoni) هو نوع من الأسماك، يتبع فصيلة الأنقليس الثعباني.